# Okartowo-Przystanek
Okartowo-Przystanek ist ein kleiner Ort in der polnischen Woiwodschaft Ermland-Masuren, der zur Gmina Orzysz (Stadt- und Landgemeinde Arys) im Powiat Piski (Kreis Johannisburg) gehört.
Okartowo-Przystanek liegt in der östlichen Woiwodschaft Ermland-Masuren, östlich des Dorfes Okartowo (Eckersberg).
Der Weiler (polnisch Osada) umschließt die Bahnstation Okartowo und eine  nordwestlich liegende kleine Wohnsiedlung. Die Ortsbezeichnung richtet sich nach dem Haltepunkt (polnisch Przystanek) der Eisenbahn, auch wenn sie heute nicht mehr in Funktion ist. Erst in der Zeit nach 1945 wurde der Weiler eigenständig. Darum liegen keine Belege zur Geschichte vor. Bis 1945 war das Gebiet dem Dorf Eckersberg zugeordnet.
Okartowo-Przystanek gehört heute wie die östlich liegende Ortschaft Okartowo-Tartak zum Schulzenamt (polnisch Sołectwo) Okartowo und ist somit der Stadt- und Landgemeinde Orzysz im Powiat Piski zugeordnet, bis 1998 der Woiwodschaft Suwałki, seither der Woiwodschaft Ermland-Masuren zugehörig.
Die Einwohner der Ortschaft Okartowo-Przystanek sind katholischerseits in die Pfarrei Okartowo im Bistum Ełk der Römisch-katholischen Kirche in Polen bzw. evangelischerseits in die Pfarrei in Pisz (Johannisburg) in der Diözese Masuren der Evangelisch-Augsburgischen Kirche in Polen eingepfarrt.
Okartowo-Przystanek liegt an der Landesstraße 16, die die drei Woiwodschaften Kujawien-Pommern, Ermland-Masuren und Podlachien verbindet. Die Bahnstation liegt an der allerdings nicht mehr regulär befahrenen Bahnstrecke Czerwonka–Ełk (deutsch Czerwonka–Lyck).